# Алма-Атинская кожгалантерейная фабрика
Алма-Атинская кожгалантерейная фабрика, Министерства лёгкой промышленности Казахской ССР(ул. Жангильдина, 31). Создана была в 1950 году на базе Алма-Атинского метизно-фурнитурного завода, имела 5 основных и 1 вспомогательный цехи. Единственное предприятие в республике по выпуску кожгалантерейных изделий (ученические портфели, чемоданы, хозяйственные сумки, перчатки, деловые и фамильные папки и многое другое). 19,6 % общего объема продукции выпускала с Государственным знаком качества.
В 1990-х годах приватизировано, выведено из государственной собственности, преобразовано в акционерное общество и ликвидировано. Оборудование, здание и объекты предприятия проданы.